# Muslimanska trgovačka i poljodjelska banka
Muslimanska trgovačka i poljodjelska banka bila je financijska ustanova muslimanskih Hrvata u Bosni i Hercegovini. Osnovao ju je Ademaga Mešić 1912. godine u Tešnju. Za osnivanje je dobio fetvu istambulskog šejh-ul-islama. Banka je bila prvi suvremeni novčani zavod muslimanskih Hrvata i muslimana općenito.